# Митрополит смедеревски Павле
Патријарх српски Павле I (1528—1541) био је пећки архиепископ и самопроглашени патријарх српски од око 1530. до 1541 године. Претходно је био смедеревски митрополит, у време упражњености српског патријаршијског престола. Покушао је да обнови Српску патријаршију, у чему је привремено и успео, али накратко. По сведочанству Илариона Руварца (1832—1905), рад митрополита Павла Смедеревца заправо представља покушај обнове Пећке патријаршије, који на жалост није успео. Управо ће овај покушај касније, у доба Макарија Соколовића утицати да османске власти дозволе обнову Српске патријаршије (1557).

## Биографија
Као митрополит смедеревски, успео је да уз помоћ истакнутих Срба и неких османских званичника преузме контролу над Архиепископском столицом у Пећи. Залагао се за њену обновљену аутокефалију, поново створивши Српску патријаршију у Пећи. Патријаршијски трон је био упражњен од 1463. године, када је умро српски патријарх Арсеније II. Почетком 16. века све српске епархије потпале су под надлежност Охридске архиепископије.
Међутим, већина високог свештенства подржала је охридског архиепископа Прохора и на црквеном сабору 13. марта 1532. анатемисали су Павла и његове следбенике. После извесног времена, Павле се помирио с Прохором и признао његову врховну надлежност, али је касније започео активнију борбу за ослобађање Пећи од надлежности Охрида. Османска влада је успешно затворила Прохора и његове најближе људе, а непоуздане владике су уклонили и започели реорганизацију Српске православне цркве, проглашавајући се српским патријархом.
Прохор је успео да се ослободи и након разговора са султаном поново је именован за Охридског архиепископа. Након Прохоровог повратка, скупштина је сазвана 20. јула 1541. и на њој је одузета титула Павлу и њему оданим свештеницима: владикама Неофиту од Леснова, Теофану од Зворника и Пахомију од Кратово; они који их још признају као своје епископе требало је анатемисати. Павле је после овога отишао у прогонство.